# Кандалка (приток Майны)
Кандалка — река в России, протекает по Старомайнскому району Ульяновской области. Устье реки находится в 23 км по левому берегу реки Майна. Длина реки составляет 21 км. Площадь водосборного бассейна — 217 км².

## Данные водного реестра
По данным государственного водного реестра России относится к Нижневолжскому бассейновому округу, водохозяйственный участок реки — Куйбышевского водохранилища от посёлка городского типа Камское Устье до Куйбышевского гидроузла, без реки Большой Черемшан. Речной бассейн реки — Волга от верхнего Куйбышевского водохранилища до впадения в Каспий.